# راند ولی (کالیفرنیا)
راند ولی (به انگلیسی: Round Valley) یک منطقهٔ مسکونی در ایالات متحده آمریکا است که در شهرستان اینیو، کالیفرنیا واقع شده‌است. راند ولی ۳۵٫۷۹۷ کیلومتر مربع مساحت و ۴۳۵ نفر جمعیت دارد و ۱٬۴۳۰ متر بالاتر از سطح دریا واقع شده‌است.